# Peperomia vitiana
Peperomia vitiana är en pepparväxtart som beskrevs av C. Dc.. Peperomia vitiana ingår i släktet peperomior, och familjen pepparväxter. Inga underarter finns listade i Catalogue of Life.